# Talsperre Tüngeda/Wangenheim
Die Talsperre Tüngeda/Wangenheim ist eine Talsperre im Süden von Tüngeda und im Westen von Wangenheim im thüringischen Landkreis Gotha.

## Geschichte
Schon im Mittelalter befand sich an dieser Stelle ein See in einer Größe von 45,5 ha in einer natürlichen Senke. Nach der Trockenlegung um 1700 wurde das Seegebiet ab 1840 als Torfstich genutzt. Der Torf wurde vom Freiherrn von Wangenheim als Brennmaterial für die am westlichen Ortsausgang liegende Ziegelei gebraucht. Unter Freiherr Walrab von Wangenheim wurde der Torfstich 1880 geschlossen. In der Folgezeit nutzte man das Gebiet als Grünland. Mitte des 20. Jahrhunderts wurde auch diese Nutzung eingestellt. Infolgedessen entwickelte sich hier ein artenreiches Feuchtgebiet. Von 1976 bis 1978 wurden durch die Aufschüttung von Dämmen die zufließenden Bäche Mittagswasser (aus Tüngeda), Töllbach (aus Richtung Wiegleben im Norden) und einem namenlosen kleinen Bach aus Richtung Westen aufgestaut und bilden seitdem den Stausee.

## Heutige Nutzung
1996 wurden Beregnungspump- und Trafostation zurückgebaut, sodass die Felderberegnung technisch heute nicht mehr möglich ist. Neben der ursprünglich vorgesehenen Funktion im landwirtschaftlichen Bereich, nämlich das Wasser für die Beregnung der Ackerflächen zu liefern, was heute nicht mehr möglich ist, gilt der See auch als Hochwasserrückhaltebecken. Außerdem erfüllt das Seegebiet Zwecke, die dem Naturschutz und der Naherholung dienen. Auch zur Niedrigwasseraufhöhung und dem Angelsport dient der See. Der See ist ein öffentliches Gewässer der Gewässerklasse 2, somit darf dieser gemäß Thüringer Wassergesetz mit Paddel- und Segelbooten befahren werden. Das Befahren der Wasserfläche mit Maschinenantrieb (auch Elektromotor) ist grundsätzlich genehmigungspflichtig.